# Herbst Cup A/B 2020
La Herbst Cup A/B 2020 è la 1ª edizione dell'omonimo torneo di football americano, organizzato dalla SAFV.
Il 15 marzo la SAFV ha annullato tutti i campionati a seguito della pandemia di COVID-19 del 2019-2021 e ha successivamente organizzato un torneo autunnale denominato "Herbst Cup" diviso in due: un torneo per le squadre di Lega Nazionale A e Lega B e un torneo per le squadre di Lega C. Le Herbst Cup non definiscono campioni nazionali.
Avrebbero dovuto partecipare anche gli Argovia Pirates, ma si sono ritirati il 24 luglio e i loro incontri sono stati conseguentemente annullati.

## Squadre partecipanti
| Club                    | Città      | Stadio         | Sponsor ufficiale | Risultato nella stagione 2019                |
| ----------------------- | ---------- | -------------- | ----------------- | -------------------------------------------- |
| Argovia Pirates         | Ammerswil  |                |                   | Quarto posto in Lega B                       |
| Calanda Broncos         | Landquart  |                |                   | Vincitori XXXIV Swiss Bowl                   |
| Gladiators Beider Basel | Basilea    |                |                   | Semifinalisti LNA                            |
| Luzern Lions            | Lucerna    |                |                   | Sesto posto in LNA; sconfitti allo spareggio |
| Sankt Gallen Bears      | San Gallo  |                |                   | Sesto posto in Lega B                        |
| Thun Tigers             | Thun       | Stadion Lachen |                   | Secondo posto in Lega B                      |
| Winterthur Warriors     | Winterthur |                |                   | Quinto posto in LNA                          |
| Zürich Renegades        | Zurigo     |                |                   | Vincitori Lega B                             |

## Stagione regolare

### Calendario

#### 1ª giornata
| Coira 15 agosto 2020, ore 18:00 | Calanda Broncos | 47 – 7 (6-0 28-0 6-0 7-7) referto | Sankt Gallen Bears | Stadion Ringstrasse\| Arbitro: \| Böni \| |
| Arbitro:                        | Böni            |                                   |                    |                                           |

| Winterthur 15 agosto 2020, ore 18:00 | Winterthur Warriors | - – - referto | Argovia Pirates | Sportplatz Deutweg |

| 16 agosto 2020, ore 14:00 | Zürich Renegades | 0 – 6 referto | Thun Tigers | \| Arbitro: \| Birnbaum \| |
| Arbitro:                  | Birnbaum         |               |             |                            |

| 16 agosto 2020, ore 14:00 | Luzern Lions | 18 – 27 referto | Gladiators Beider Basel | \| Arbitro: \| Jordan \| |
| Arbitro:                  | Jordan       |                 |                         |                          |

#### 2ª giornata
| 23 agosto 2020, ore 14:00 | Sankt Gallen Bears | 0 – 33 referto | Winterthur Warriors | \| Arbitro: \| Petschovsky \| |
| Arbitro:                  | Petschovsky        |                |                     |                               |

| 23 agosto 2020, ore 14:00 | Luzern Lions | 15 – 51 referto | Zürich Renegades | \| Arbitro: \| Birnbaum \| |
| Arbitro:                  | Birnbaum     |                 |                  |                            |

| 23 agosto 2020, ore 14:00 | Gladiators Beider Basel | 7 – 12 referto | Thun Tigers | \| Arbitro: \| Fouillet \| |
| Arbitro:                  | Fouillet                |                |             |                            |

| 23 agosto 2020, ore 17:00 | Calanda Broncos | - – - referto | Argovia Pirates |  |

#### 3ª giornata
Giornata rinviata.
| Buchs 29 agosto 2020, ore 18:00 | Argovia Pirates | - – - referto | Sankt Gallen Bears | Sportanlage Suhrenmatte |

#### 4ª giornata
| Buchs 5 settembre 2020, ore 18:00 | Argovia Pirates | - – - referto | Winterthur Warriors | Sportanlage Suhrenmatte |

| 6 settembre 2020, ore 14:00 | Sankt Gallen Bears | 6 – 28 referto | Calanda Broncos | \| Arbitro: \| Petschovsky \| |
| Arbitro:                    | Petschovsky        |                |                 |                               |

| Witikon 6 settembre 2020, ore 17:00 | Zürich Renegades | 17 – 0 referto | Luzern Lions | Sportplatz Looren\| Arbitro: \| Fouillet \| |
| Arbitro:                            | Fouillet         |                |              |                                             |

| 6 settembre 2020, ore 17:00 | Thun Tigers | 6 – 21 referto | Gladiators Beider Basel | \| Arbitro: \| Strähl \| |
| Arbitro:                    | Strähl      |                |                         |                          |

#### 5ª giornata
| Buchs 12 settembre 2020, ore 18:00 | Argovia Pirates | - – - referto | Calanda Broncos | Sportanlage Suhrenmatte |

| Winterthur 12 settembre 2020, ore 18:00 | Winterthur Warriors | 31 – 15 referto | Sankt Gallen Bears | Sportplatz Deutweg\| Arbitro: \| Birnbaum \| |
| Arbitro:                                | Birnbaum            |                 |                    |                                              |

| 13 settembre 2020, ore 14:00 | Gladiators Beider Basel | 14 – 0 referto | Zürich Renegades | \| Arbitro: \| Fouillet \| |
| Arbitro:                     | Fouillet                |                |                  |                            |

| 13 settembre 2020, ore 14:00 | Luzern Lions | 6 – 14 (6-6 0-8 0-0 0-0) referto | Thun Tigers | \| Arbitro: \| Birnbaum \| |
| Arbitro:                     | Birnbaum     |                                  |             |                            |

#### 6ª giornata
| Speicher 20 settembre 2020, ore 14:00 | Sankt Gallen Bears | - – - referto | Argovia Pirates | Sportplatz Buchen |

| Basilea 20 settembre 2020, ore 14:00 | Gladiators Beider Basel | 34 – 3 referto | Luzern Lions | Stadion Rankhof\| Arbitro: \| Fouillet \| |
| Arbitro:                             | Fouillet                |                |              |                                           |

| 20 settembre 2020, ore 14:00 | Thun Tigers | 13 – 6 referto | Zürich Renegades | \| Arbitro: \| Strähl \| |
| Arbitro:                     | Strähl      |                |                  |                          |

| Coira 20 settembre 2020, ore 17:00 | Calanda Broncos | 34 – 3 referto | Winterthur Warriors | Stadion Ringstrasse\| Arbitro: \| Böni \| |
| Arbitro:                           | Böni            |                |                     |                                           |

#### Recuperi 1
| Winterthur 26 settembre 2020, ore 18:00 | Winterthur Warriors | 0 – 19 referto | Calanda Broncos | Sportplatz Deutweg (400 spett.)\| Arbitro: \| Birnbaum \| |
| Arbitro:                                | Birnbaum            |                |                 |                                                           |

| 27 settembre 2020, ore 14:00 | Thun Tigers | 35 – 6 referto | Luzern Lions | \| Arbitro: \| Schwarz \| |
| Arbitro:                     | Schwarz     |                |              |                           |

| Witikon 27 settembre 2020, ore 17:00 | Zürich Renegades | 13 – 21 referto | Gladiators Beider Basel | Sportplatz Looren\| Arbitro: \| Birnbaum \| |
| Arbitro:                             | Birnbaum         |                 |                         |                                             |

### Classifiche
Le classifiche della regular season sono le seguenti:
- PCT = percentuale di vittorie, G = partite giocate, V = partite vinte, P = partite perse, PF = punti fatti, PS = punti subiti
- La qualificazione ai playoff è indicata in verde

#### Gruppo Ovest
| Pos. | Squadra                 | PCT  | G | V | P | PF  | PS  |
| ---- | ----------------------- | ---- | - | - | - | --- | --- |
| 1    | Gladiators Beider Basel | .833 | 6 | 5 | 1 | 124 | 52  |
| 2    | Thun Tigers             | .833 | 6 | 5 | 1 | 86  | 46  |
| 3    | Zürich Renegades        | .333 | 6 | 2 | 4 | 87  | 69  |
| 4    | Luzern Lions            | .000 | 6 | 0 | 6 | 48  | 178 |

#### Gruppo Est
| Pos. | Squadra             | PCT   | G | V | P | PF  | PS  |
| ---- | ------------------- | ----- | - | - | - | --- | --- |
| 1    | Calanda Broncos     | 1.000 | 4 | 4 | 0 | 128 | 16  |
| 2    | Winterthur Warriors | .500  | 4 | 2 | 2 | 82  | 68  |
| 3    | Sankt Gallen Bears  | .000  | 4 | 0 | 4 | 28  | 139 |
| -    | Argovia Pirates     | -     | - | - | - | -   | -   |

## Playoff

### Tabellone
|  | Semifinali | Semifinali              | Semifinali |                     |    | I Finale        | I Finale | I Finale |  |
|  |            |                         |            |                     |    |                 |          |          |  |
|  | 1E         | Calanda Broncos         | 34         |                     |    |                 |          |          |  |
|  | 1E         | Calanda Broncos         | 34         |                     |    |                 |          |          |  |
|  | 2O         | Thun Tigers             | 10         |                     |    |                 |          |          |  |
|  | 2O         | Thun Tigers             | 10         |                     | 1E | Calanda Broncos | 21       |          |  |
|  |            |                         |            |                     | 1E | Calanda Broncos | 21       |          |  |
|  |            |                         | 2E         | Winterthur Warriors | 6  |                 |          |          |  |
|  | 1O         | Gladiators Beider Basel | 2E         | Winterthur Warriors | 6  | 9               |          |          |  |
|  | 1O         | Gladiators Beider Basel |            |                     |    |                 |          |          |  |
|  | 2E         | Winterthur Warriors     | 35         |                     |    |                 |          |          |  |

### Semifinali
| 3 ottobre 2020 | Calanda Broncos | 34 – 10 (13-0 8-3 13-7 0-0) | Thun Tigers | (500 spett.) |

| 4 ottobre 2020 | Gladiators Beider Basel | 9 – 35 | Winterthur Warriors |  |

### I Finale
| 10 ottobre 2020 | Calanda Broncos | 21 – 6 (7-0 7-0 7-0 0-6) | Winterthur Warriors |  |

## Verdetti
- Calanda Broncos Vincitori della Herbst Cup A/B 2020